# Бергер, Уоррен
Уоррен Эрл Бёргер (англ. Warren Earl Burger, 17 сентября 1907 — 25 июня 1995) — американский юрист, 15-й Председатель Верховного суда США, занимавший эту должность с 1969 по 1986 год. Назначен президентом Ричардом Никсоном, Бёргер сменил на посту Эрла Уоррена и был преемником Уильяма Ренквиста. Хотя Бёргер был консервативным юристом, при его председательстве Верховный суд вынес ряд либеральных решений по вопросам абортов, смертной казни, религиозного установления, дискриминации по полу и школьной десегрегации во время его пребывания в должности.

## Биография

### Ранние годы и образование
Уоррен Эрл Бёргер родился 17 сентября 1907 года в Сент-Поле, штат Миннесота, в семье Эйнса и Катарины Бёргер, иммигрировавших из Германии. Он был старшим из семи детей. Его отец работал на железнодорожной станции, а мать — домохозяйкой. Бёргер проявлял интерес к общественной деятельности ещё в школе: он был президентом класса, играл в баскетбол и участвовал в дебатах. В 1925 году он окончил среднюю школу в Сент-Поле.
Сначала Бёргер поступил в Макалестер-колледж, но переехал в Миннесотский университет, где изучал политологию и получил степень бакалавра в 1931 году. В 1931 году он поступил в Сент-Полский колледж права (позже переименованный в Колледж права Уильяма Митчелла, а затем в Школа права Митчелла Хамлайна), где получил степень бакалавра права (LL.B.) в 1935 году. В то время он работал на различных работах, включая кассиром в кинотеатре, чтобы оплатить обучение.

### Юридическая карьера до Верховного суда
После окончания юридической школы Бёргер работал частнопрактикующим адвокатом в Сент-Поле. С 1937 по 1940 год он был помощником окружного прокурора округа Рамси. В 1941 году он присоединился к Министерству юстиции США, где работал в Департаменте по делам молодёжи. Во время Второй мировой войны он служил в Военно-воздушных силах Армии США в должности юриста, достигнув звания майора.
После войны Бёргер вернулся в Миннесоту и возобновил частную практику. Он был активным членом Республиканской партии и участвовал в организации кампании Дуайта Эйзенхауэра на пост президента в 1952 году. За свою работу он был вознаграждён назначением на должность председателя Комитета по административным практикам и процедурам Министерства юстиции, а в 1955 году — на должность судьи Апелляционного суда по восьмому округу США, назначенной президентом Эйзенхауэром.
В 1960 году Бёргер стал членом Американской ассоциации юристов (ABA) и возглавил её комитет по правовой помощи. Он был известен как сторонник реформы судебной системы, выступал за улучшение доступа к правосудию и за создание альтернативных способов разрешения споров. В 1967 году он выступил с речью в Рипон-колледже, в которой критиковал современную судебную систему и призывал к её реформе, что привлекло внимание президента Никсона.

## Председатель Верховного суда (1969—1986)

### Назначение
Уоррен Бёргер был назначен на должность Председателя Верховного суда США президентом Ричардом Никсоном 9 июня 1969 года. Его кандидатура была поддержана как консерваторами, так и либералами, поскольку он был известен как сторонник законности и умеренный консерватор. Сенат утвердил его кандидатуру 9 июня 1969 года со значительным перевесом — 74 голоса «за» и 3 — «против». Он вступил в должность 23 июня 1969 года.

### Ключевые дела и решения
Одним из самых известных дел при председательстве Бёргера стало Дело Никсона против США (1974), в котором Верховный суд единогласно постановил, что президент не может утверждать исполнительную привилегию, чтобы не представлять доказательства в уголовном процессе. Это решение стало поворотным моментом в Уотергейтском скандале и привело к отставке президента Никсона.
Фактическое окончательное мнение было в значительной степени работой судьи Уильяма Бреннана, но каждый судья написал хотя бы черновик определённого раздела. Бёргер изначально собирался голосовать за Никсона, но тактически изменил свой голос, чтобы назначить мнение себе и ограничить риторику мнения. Первый черновик мнения Бёргера гласил, что исполнительная привилегия может быть использована, когда речь идёт о «ключевой функции» президентства, и что в некоторых случаях исполнительная власть может быть освобождена от юрисдикции судов.
В деле Иммиграционная и натурализационная служба против Чадхи (1983) Бёргер выступил за большинство, постановив, что Конгресс не может оставлять за собой право вето на действия исполнительной власти. Это решение подчеркнуло важность системы сдержек и противовесов между ветвями власти.

### Управление и стиль
Бёргер стремился повысить эффективность судебной системы. Он инициировал создание Национального центра по улучшению правосудия в Вильямсбурге, штат Виргиния, а также Институт управления судами и Национальный институт исправительных учреждений для профессиональной подготовки судей, клерков и тюремных надзирателей.
Бёргер также начал традицию ежегодного выступления с речью о «Состоянии судебной системы» перед Американской ассоциацией юристов, многие члены которой были отчуждены Судом Уоррена. Однако некоторые критики считали, что его акцент на механике судебной системы принижал должность председателя Верховного суда. Несмотря на свою репутацию высокомерного человека, он был хорошо принят юридическими клерками и судебными сотрудниками, которые с ним работали.

### Критика и репутация
Несмотря на формальное лидерство, влияние Бёргера на суд было ограниченным. Источники Боба Вудворда и Армстронга указывали, что некоторые другие судьи раздражались из-за практики Бёргера менять свой голос на совещаниях или просто не объявлять свой голос, чтобы контролировать назначение мнений. «Бёргер постоянно раздражал своих коллег, меняя свой голос, чтобы остаться в большинстве, и награждая своих друзей выборными заданиями, а своих врагов — скучными».
Бёргер также пытался повлиять на ход дела, распространяя упреждающее мнение. Клерки высмеивали его за предполагаемое самолюбование и сильную гомофобию, а судья Льюис Пауэлл якобы называл его «великим белым пончиком», что было намёком на его высокомерие и консерватизм.
В результате Суд Бёргера описывали как «его только по названию». Журнал Time называл его «медлительным» и «отстранённым», а также «напыщенным», «отчуждённым» и непопулярным. Бёргер был постоянным раздражителем в групповой динамике Суда, по словам Линды Гринхаус из The New York Times. Джеффри Тубин в своей книге «The Nine» охарактеризовал Бёргера как «неудачливого лидера», чьи амбиции превосходили его способности.

## Взгляды на женщин-судей
Бёргер был против назначения женщин на высокие юридические должности. Когда президент Никсон рассматривал возможность назначения женщины в Верховный суд, Бёргер заявил, что «лучшая женщина-юрист всё ещё не так хороша, как средний мужчина-юрист». Эта позиция была раскритикована как архаичная и дискриминационная, особенно в свете последующего назначения Сандры Дэй О’Коннор в 1981 году.

## Взгляды на гомосексуальность
Бёргер был глубоко предвзят против геев до такой степени, что это граничило с истерией. Он отправил судье Байрону Уайту, который написал большинство мнений по делу Боуэрс против Хардвика, поддерживающему законы, запрещающие гомосексуальные отношения между согласными взрослыми, письмо с просьбой осудить гомосексуальность в своём мнении. Когда Уайт сообщил, что намерен проголосовать за отмену антигейских законов, Бёргер агрессивно лоббировал его, чтобы изменить своё мнение, и отправил ему письмо, настолько враждебное к гомосексуалам, что Пауэлл насмешливо назвал его «чушью».
Бёргер написал собственное мнение, осуждающее гомосексуальность, цитируя описание её как «позорного преступления против природы, более злобного, чем изнасилование, и акта, который даже нельзя называть, само упоминание которого является оскорблением человеческой природы», и отметил, по-видимому, с одобрением, что гомосексуалов когда-то казнили. Язык Бёргера мобилизовал активистов за права геев на работу по отмене законов о содомии, что в конечном итоге увенчалось успехом в деле Лоуренс против Техаса 2003 года.

## Поздние годы и смерть
После отставки в 1986 году Бёргер продолжал участвовать в общественной жизни. Он выступал с лекциями, писал статьи и участвовал в проектах по реформе судебной системы. Он был канцлером Колледжа Вильгельма и Марии и продолжал работать в Национальном центре по улучшению правосудия.
Уоррен Бёргер умер 25 июня 1995 года в Вашингтоне, округ Колумбия, в возрасте 87 лет. Причиной смерти стала сердечная недостаточность. Он был похоронен на Арлингтонском национальном кладбище.

## Семья и личная жизнь
В 1933 году Бёргер женился на Эльвере Стромберг. У них было двое детей. Уэйд Аллен Бёргер (1936—2002) и Маргарет Элизабет Бёргер (1946—2017)
Эльвера Бёргер скончалась в их доме в Вашингтоне 30 мая 1994 года в возрасте 86 лет.

## Наследие
Бёргер оставил после себя смешанное наследие. С одной стороны, он способствовал реформе судебной системы и укреплению принципов верховенства права, как в деле Никсона. С другой — его личное поведение, предвзятость и неспособность управлять коллегией судей подорвали его авторитет.
В его честь названа библиотека Уоррена Бёргера в его альма-матер — Школа права Митчелла Хамлайна (ранее называвшейся Колледжем права Уильяма Митчелта, а во время обучения Бёргера — Сент-Полским колледжем права).

## Цитаты
Наша система слишком дорогая, слишком болезненная, слишком разрушительная и слишком неэффективная для по-настоящему цивилизованного общества. Полагаться на состязательный процесс как на основной способ разрешения конфликтов — ошибка, которую необходимо исправить.
Я полагаю, никто не станет спорить, что эти североевропейские страны столь же прогрессивны, как и США, в том, как они ценят личность и человеческое достоинство. [Эти страны] не считают необходимым использовать такой инструмент, как наша Пятая поправка, согласно которой обвиняемый не может быть принуждён давать показания. Они быстро, эффективно и прямо подходят к вопросу о виновности обвиняемого. Ни одна страна в мире не идёт на такие меры и не прилагает таких усилий для обеспечения гарантий, как мы, начиная с момента, когда обвиняемый предстаёт перед судом, и до завершения его дела.